# Tipula (Lunatipula) animula
Tipula (Lunatipula) animula is een tweevleugelige uit de familie langpootmuggen (Tipulidae). De soort komt voor in het Palearctisch gebied.